# Kyrtóni
Kyrtóni (Kyrtoni, Kolaka) är en ort i Grekland.   Den ligger i prefekturen Fthiotis och regionen Grekiska fastlandet, i den centrala delen av landet, 90 km nordväst om huvudstaden Aten. Kyrtóni ligger 493 meter över havet och antalet invånare är 445.
Terrängen runt Kyrtóni är kuperad. Runt Kyrtóni är det ganska glesbefolkat, med 38 invånare per kvadratkilometer. Närmaste större samhälle är Atalánti, 8,1 km norr om Kyrtóni. 